# Segunda Batalha de Clúsio (82 a.C.)
A Segunda Batalha de Clúsio foi travada em setembro de 82 a.C. entre as forças optimates, comandadas por Pompeu, as populares, lideradas por Caio Carrinas e Caio Márcio Censorino, já no final da Segunda Guerra Civil de Sula. Já bastante desmoralizados por sucessivas derrotas, os populares foram novamente derrotados.

## Batalha
Depois das derrotas em Favência e Fidência, o comandante popular Cneu Papírio Carbão já estava bastante desmoralizado e, apesar de estar à frente de uma força de 30 000 homens perto de Clúsio, das legiões de Lúcio Júnio Bruto Damásipo e de contingentes samnitas e lucanos, acabou fugindo para a África. As tropas que estavam em Clúsio foram colocadas sob o comando de Carrinas e do general Caio Márcio Censorino. Aproveitando a confusão, Pompeu atacou e os populares perderam cerca de dois-terços de suas forças. Os sobreviventes fugiram para se juntarem ao exército de Damásipo. Nesta batalha se destacaram dois tenentes de Pompeu, Públio Servílio Vácia e seu irmão, cujo nome é desconhecido.